# عثمان‌لار
عثمان‌لار (به لاتین: Osmanlar) یک منطقه مسکونی در جمهوری آذربایجان است که در شهرستان بردع واقع شده است.